# Pouteria pachycalyx
Pouteria pachycalyx é um espécie de planta na família Sapotaceae. É encontrada no Bahia, Espírito Santo e Minas Gerais. Cutite de restinga, como é comumente chamada, possui frutos amarelos que se destacam por conterem muitos lóculos ovarianos.